# Pasul Garvăn
Pasul Garvăn  este o trecătoare situată pe DN22 la 58 m altitudine, în nord-vestul Dobrogei, în spațiul aflat între Dunăre și Munții Măcinului

## Date geografice
Trecătoarea – care face legătura între depresiunile Jijilei aflată la sud-sud-vest și Luncavița aflată la est - este localizată geografic între Dealurile Bugeacului, aflate la nord-vest și Munții Măcinului, situați la sud-est și limitează la nord-vest culmea principală a Munților Măcinului, (anticlinalul Garvăn -Țutuiatul - Negoiu).
Pasul leagă satele Jijila (SV) și  Garvăn (NE) și se află între vârful Văcăreni (168 m), situat la sud-est și o măgură de 91 m situată la nord-vest, fiind cel mai scund dintre cele 5 trecători care înconjoară Munții Măcinului.
Cea mai apropiată stație de cale ferată se află la Galați.
În apropiere se află pasurile Sărărica, spre sud-sud-vest și Teilor spre sud-est.

## Obiective turistice din vecinătate
- Parcul Național Munții Măcinului
- Așezarea Dinogetia (inițial geto-dacică, apoi fortăreață romană)